# Roscoe Arbuckle

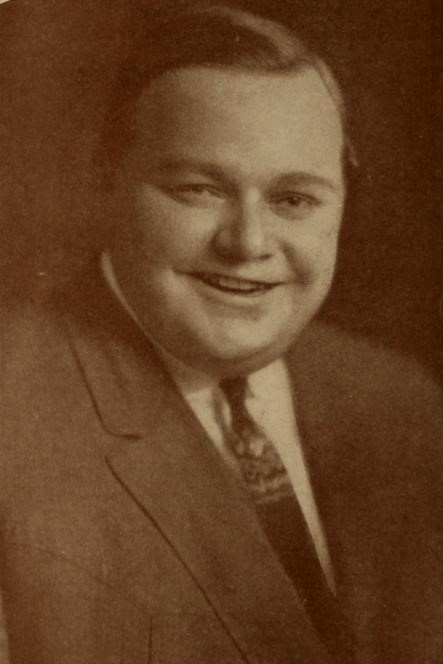
Roscoe Arbuckle, 1914

Roscoe Conkling „Fatty“ Arbuckle (24. března 1887 Smith Center, Kansas, USA – 29. června 1933 New York, USA) byl americký herec a režisér. Svoji přezdívku „Fatty“, Tlouštík, kterou dostal kvůli své otylé postavě, Arbuckle nesnášel, používal ji však jako své umělecké jméno. Fatty Arbuckle byl jednou z největších hvězd éry němého filmu. Ve své době byl oblíbenější a známější než Charlie Chaplin.
Arbuckle spolupracoval mimo jiné s Busterem Keatonem (se kterým ho kromě toho pojilo přátelství), s Charlie Chaplinem, Benem Turpinem, Stanem Laurelem, Oliverem Hardym či Bingem Crosbym[zdroj⁠?!].
V roce 1921, na vrcholu své slávy, však byl obžalován ze znásilnění a vraždy začínající herečky. Následující skandál spojený se 3 soudními procesy předčasně ukončil jeho zářnou kariéru a navzdory osvobozujícímu rozsudku těžce poškodil jeho pověst. V souvislosti se skandálem byl celý Hollywood pranýřován jako semeniště hříchu, zejména pak v tisku vydávaném Williamem Randolphem Hearstem. Kritika se neminula účinkem a filmová studia se v následujícím roce podrobila institucionalizované dobrovolné autocenzuře, která měla střežit morálku v hollywoodských filmech.

## Mládí a začátek kariéry

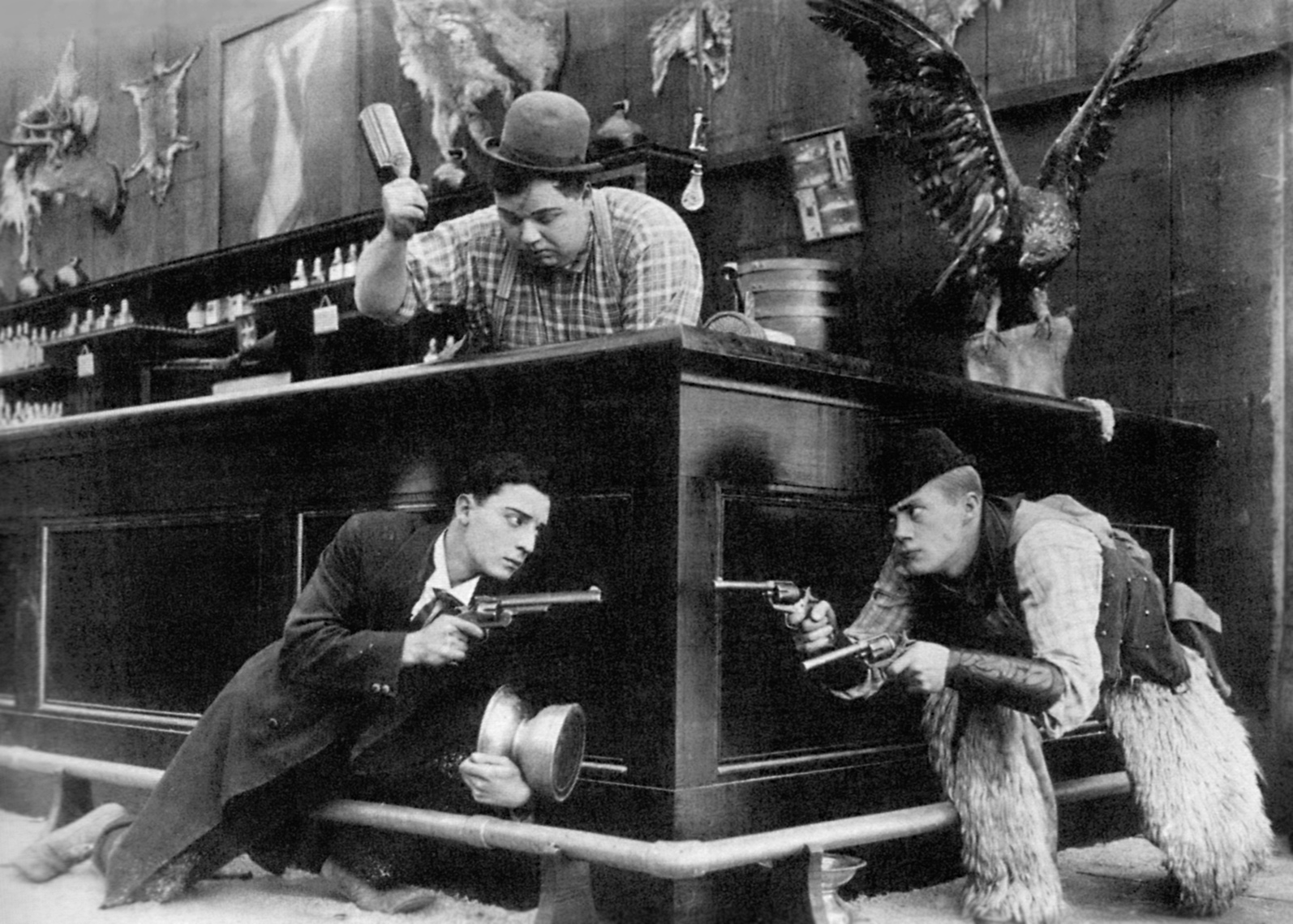
Out West z roku 1918, s Busterem Keatonem, Roscoe “Fatty” Arbucklem a Al St. Johnem (zleva)

Roscoe Arbuckle se narodil v městečku Smith Center ve státě Kansas jako jedno z devíti dětí Mollie a Williama Goodriche Arbucklových. Poté, co získal několikaleté jevištní zkušenosti ve vaudevillových divadlech, přesídlil do Los Angeles, kde v červenci 1909 podepsal smlouvu s filmovým studiem Selig Polyscope Company. Do roku 1913 však bylo výsledkem této spolupráce pouze několik výstupů v krátkých filmech. Již v roce 1908, 6. srpna, se oženil s filmovou herečkou jménem Araminta Estelle Durfee (* 1. října 1889, Los Angeles – † 9. září 1975, Woodland Hills), která se posléze stala známou pod jménem Minta Durfee Arbuckle. Po krátkém působení u filmového studia Universal Pictures, vedeného Carlem Laemmle, začal jeho vzestup u Keystone Studios Macka Sennetta, ke kterému přešel roku 1913 společně se svou ženou. Zde se začala rodit jeho popularita poté, co převzal jednu z rolí v sérii grotesek Keystone Cops, natáčených již od roku 1912. Série byla do roku 1917 produkována Mackem Sennettem, mimo jinými se v ní objevil také Charlie Chaplin.
Arbuckle, který byl vzdor své hmotnosti schopen dynamické filmové akce, se stal známým účinkováním v rozpustilých a akčních groteskách, s honičkami, vtipnými skečemi a dortovými bitvami, které měl obzvlášť v oblibě. Nejranější filmová verze dortové bitvy je skutečně k vidění v němém filmu A Noise from the Deep, produkovaném studiem Keystone, ve kterém hrál Fatty Arbuckle hlavní roli společně s herečkou Mabel Normand.
Podle jedné legendy byl prý Arbuckle osobně „vynálezcem“ dortové bitvy. Při turné s vaudevillovým divadlem po Texasu bylo jednou ze zastávek město El Paso, kde během pikniku na břehu řeky Rio Grande herci narazili na armádu Pancha Villy, která tábořila na druhém břehu. Čistě pro zábavu prý po sobě obě strany házely ovocem, a když Arbuckle jednoho z Mexičanů shodil trsem banánů ze sedla, byl tím i Pancho Villa velice pobaven.
V roce 1917 Arbuckle objevil Bustera Keatona, dal mu role ve svých filmech a udělal z něho hvězdu. Oba herce poté spojilo blízké přátelství, které nebylo narušeno ani pozdější Arbuckleho životní tragédií.

## Skandál
V roce 1921 byl Arbuckle na vrcholu slávy. Měl podepsanou smlouvu u filmového studia Paramount Pictures a byl prvním hercem, který za rok vydělal více než milion dolarů – do té doby ještě žádné studio nezaplatilo své hvězdě tolik peněz. 3. září, v sobotu před americkým svátkem práce Labor Day, si dopřál přestávku ve svém nabitém termínovém a produkčním plánu a vyjel si se dvěma přáteli, Lowellem Shermanem a Fredem Fischbachem, na tři dny do San Franciska. Trojice si pronajala pokoje v hotelu St.-Francis a rozhodla se v pondělí 5. září uspořádat večírek při příležitosti Labor Day. Na party bylo pozváno i několik žen, z nichž u jedné, 30leté začínající herečky Virginie Rappe, se během večírku náhle projevily vážné zdravotní problémy. Přivolaný hotelový lékař zjistil pouze silné alkoholové opojení. O tři dny později však herečka zemřela na zánět pobřišnice, způsobený protrženým močovým měchýřem. Maude Delmontová, která Virginii Rappe na večírek doprovázela, se poté pokusila Arbuckleho kvůli jeho zapletení do události vydírat. Arbuckle byl ovšem přesvědčen, že v případu nenese žádnou odpovědnost a vydírat se nenechal. Delmontová poté učinila přitěžující výpověď na policii, aby se přece jen prostřednictvím Arbuckleho právníků dostala k penězům. Poté se však případ vymknul kontrole a stal se skandálem.
Politicky ambiciózní státní zastupitel ze San Francisca Matthew Brady se chopil případu a zahájil vyšetřování proti Arbucklemu. V jedné z tiskových zpráv obvinil herce ze znásilnění, popř. z pokusu o znásilnění Virginie Rappe, mimo jiné za použití určitého předmětu, který do ní zavedl nebo se pokusil zavést – bulvární tisk psal o lahvi od sektu nebo Coca-Coly. Následně ji údajně umačkal svou značnou tělesnou hmotností. Od očekávaného spektakulárního soudního procesu si Brady sliboval lepší šance na své cestě k postu guvernéra.
Pitva zemřelé však došla k jinému závěru: provádějící lékař neprokázal znásilnění ani neobjevil stopy násilí. Zemřelá byla naproti tomu známá jako často nemocná. Trpěla chronickým zánětem močového měchýře, který se zhoršoval, jakmile požívala alkohol. Přesto byla na hollywoodských večírcích pověstná svou značnou konzumací alkoholu. Kromě toho vyšlo najevo, že Rappe od svých 16 let už měla za sebou několik - tehdy ilegálních - potratů, poslední z nich jen několik dnů před svou smrtí. Ironií osudu prý ještě v San Francisku prosila Arbuckleho o peníze, aby mohla zaplatit provedenou interrupci.
Před procesem i během něho trval Arbuckle na své verzi událostí: Rappe našel v koupelně, kde volala o pomoc a zvracela. Pomohl jí do postele a byl celkově sotva deset minut s ní o samotě. Ačkoliv se podezření nepodařilo více konkretizovat, trval Brady na obžalobě. Na začátku procesu byly důkazy proti Arbucklemu velmi slabé. Původně korunní svědkyně Maude Delmontová byla shledána krajně nedůvěryhodnou, neboť už byla vícekrát zapletena do kriminálních intrik, mimo jiné figurovala jako komplic v případu vydírání. Další svědecké výpovědi byly zjevně vynuceny nátlakem vyšetřovatelů a na odsouzení nestačily.
Na základě negativní novinářské kampaně však Arbuckleho pověst u veřejnosti velmi utrpěla. Veřejné smýšlení se obrátilo proti němu a vydavatel William Randolph Hearst využil zájmu veřejnosti, aby pranýřoval zhýralost Hollywoodu. První proces (14. listopadu až 4. prosince 1921) skončil bez výsledku, protože se porota nedokázala shodnout; deset členů se vyslovilo pro zproštění obžaloby, dva pro uznání viny. Ve druhém procesu (11. ledna až 3. února 1922) hlasovalo osm porotců pro uznání viny a už jen čtyři pro zproštění. Ve třetím procesu (13. března až 12. dubna 1922) byla obžaloba soudcem nakonec překvalifikována z vraždy na zabití. Po méně než půlhodinové poradě se porota vyslovila jednohlasně pro zproštění obžaloby a zdůraznila neudržitelnost obvinění vůči Arbucklemu.
Navzdory zproštění obvinění velká kariéra Fatty Arbuckleho neslavně skončila. Tisk na něm nenechal jedinou suchou nit a jeho osobní tragédie vrhla stín na celý Hollywood a filmový průmysl. Během dlouhotrvajících procesů se veřejné mínění prudce obrátilo: strážci morálky po celé zemi se organizovali a žádali trest smrti pro Arbuckleho, bossové filmových studií žádali jeho přátele, aby od něho udržovali odstup a nedrželi nad ním veřejně ochrannou ruku. Tomu se vzepřel pouze Buster Keaton a nazýval Arbuckleho jedním z nejslušnějších lidí, které znal.

## Konec kariéry a smrt
V průběhu let se stále více prosazoval názor, že Arbuckle byl skutečně nevinný; to mu však příliš nepomohlo. 27. ledna 1925 se s ním nechala v Paříži rozvést jeho první žena Araminta Estelle Durfee. Přesto se již 16. května 1925 znovu oženil s Doris Deane. Jeho snahy vrátit se do filmového průmyslu ztroskotaly, což vedlo k závislosti na alkoholu a heroinu. Jeho přítel Buster Keaton se mu snažil pomoci, tím že ho zaměstnal ve svých filmových produkcích, ovšem s malým úspěchem. Pro filmové studio Educational Pictures režíroval Arbuckle pod pseudonymem William Goodrich několik kreslených filmů. Bylo však stále těžší s ním vyjít, také díky vzrůstající popudlivosti. Roku 1929 se rozpadlo i jeho druhé manželství s Doris Deane. Začátkem roku 1931 svitla naděje pro Arbucklea, když mu Jack L. Warner nabídl smlouvu na účinkování v celkem šesti krátkých komediích. Arbuckle smlouvu podepsal, neboť směl dokonce vystupovat pod svým vlastním jménem. 21. června 1931 se oženil potřetí – s Addie Oakley Dukes McPhail. 28. června 1933 byl poslední film natočen, načež Arbuckle podepsal novou smlouvu s Warner Brothers. Jen několik hodin později však Roscoe Fatty Arbuckle podlehl srdečnímu selhání. Buster Keaton trval na tom, že zemřel kvůli „zlomenému srdci“. Tělesné pozůstatky byly zpopelněny a popel rozptýlila jeho třetí manželka Addie McPhail do Tichého oceánu. Občas zmiňovaná informace, že Arbuckle je pochován na hřbitově Holy Cross v Culver City se nezakládá na pravdě.

## Důsledky skandálu
Případ Arbuckle byl pouze jedním ze tří velkých skandálů oné doby, které postihly zejména filmové studio Paramount Pictures. 1. února 1922 byl ve svém domě za záhadných okolností zavražděn režisér William Desmond Taylor a 18. ledna 1923 zemřel herec Wallace Reid v souvislosti s nadužíváním morfia. Všechny tyto události otřásly Hollywoodem, a proto se stále více prosazoval požadavek, aby byly nastoleny a dodržovány slušnost a dobré mravy ve filmovém průmyslu. To vedlo k založení tzv. Hays Office, neboli instituce pod jménem Motion Picture Producers and Distributors of America (MPPDA), a k zavedení tzv. Produkčního kodexu, stanovujícího morální normy ve filmovém průmyslu. V podstatě se přitom jednalo o dobrovolnou sebekontrolu (autocenzuru) tak, aby bylo možné se vyhnout možné cenzuře ze strany státu nebo zájmových skupin. Předsedou MPPDA byl William Harrison Hays, šéf volební kampaně republikánského prezidenta Warrena G. Hardinga. Hays byl konzervativní a měl dobré kontakty na „morální většinu“ v USA. Produkční kodex, zvaný též Haysův kodex, zakazoval filmovou prezentaci násilí a násilných zločinů, idealizaci zločinců a nemravných lidí, a také zobrazování sexuality, zvláště pak „perverze“ (homosexuality). Těmito opatřeními měla hollywoodská studia za cíl znovu vylepšit svůj image a již předem předejít kritice zvenčí.
Pro Roscoa Arbuckla měla opatření Hays Office fatální následky: jeho filmy byly zakázány a teprve po mnoha letech získal opět svolení oficiálně pracovat pro Hollywood.

## Krátké filmy (výběr)
1909
- Ben’s Kid
- Mr. Jones’ Birthday
- Making It Pleasant for Him

1910
- The Sanitarium

1913
- Mabel’s Dramatic Career
- The Speed Kings

1914
- A Film Johnnie (s Charlie Chaplinem)
- Tango Tangles (s Charlie Chaplinem)
- The Knockout (s Charlie Chaplinem)
- The Rounders (s Charlie Chaplinem)

1915
- Mabel, Fatty and the Law

1917
- The Butcher Boy (s Busterem Keatonem)
- A Reckless Romeo (a Busterem Keatonem)
- The Rough House (s Busterem Keatonem)
- His Wedding Night (s Busterem Keatonem)
- Oh, Doctor (s Busterem Keatonem)
- Coney Island (s Busterem Keatonem)
- Country Hero (s Busterem Keatonem)

1918
- Out West (s Busterem Keatonem)
- The Bell Boy (s Busterem Keatonem)
- Moonshine (s Busterem Keatonem)
- Good Night Nurse (s Busterem Keatonem)
- The Cook (s Busterem Keatonem)

1919
- Back Stage (s Busterem Keatonem)
- The Hayseed (s Busterem Keatonem)
- The Garage (s Busterem Keatonem)

1931
- Windy Riley Goes Hollywood (režie: Roscoe “Fatty” Arbuckle)

## Celovečerní filmy (výběr)
1920
- The Round-Up
- Life of the Party

1921
- Leap Year
- Brewster’s Millions
- Crazy to Marry
- The Fast Freight (nepromítal se)

1924
- Sherlock Jr., režie: Buster Keaton a Roscoe Arbuckle (není uveden v titulcích)

1927
- The Red Mill (režie pod pseudonymem William Goodrich)